# Cristóbal Colón FBC (J. A. Saldívar)
El Cristóbal Colón FBC, también conocido como Cristóbal Colón JAS, es un club de fútbol de Paraguay, de la ciudad de J. Augusto Saldívar en el Departamento Central. Fue fundado el 12 de octubre de 1913 y milita en la Primera División B (Tercera División).  Juega de local en el Estadio Herminio Ricardo.

## Historia

### Fundación y la Liga Capiateña
Fundado el 12 de octubre de 1913 en la zona de la compañía Posta Leiva de la ciudad de Capiatá. En ese tiempo toda esa zona pertenecía a ese municipio, hasta que en el año 1985 ese territorio fue desprendido de Capiatá y pasó a formar parte del nuevo municipio de J. Augusto Saldívar.
Por ello en el año 1952 fue uno de los fundadores de la Liga Capiateña de Fútbol hasta que se desafilió de ella en el año 2003, en ese periodo de tiempo fue multicampeón de esa liga regional en los años 1952, 1953, 1955, 1959, 1961, 1965, 1966, 1967, 1969, 1973, 1974, 1975, 1978, 1992, 1994 y 1995.

### Se muda de Liga
Pese a que el club estaba asentado en territorio de J. Augusto Saldívar desde la creación de ese municipio en el año 1985, siguió participando de los torneos de la Liga Capiateña de Fútbol hasta la creación en el año 2003 de la Liga Deportiva J. Augusto Saldívar, desde el año 2004 participó de los campeonatos de esa novel Liga y obtuvo un campeonato.

### Accede a la competencias de la A.P.F.
En el año 2012 solicitó su acceso a las competencias de la Asociación Paraguaya de Fútbol, fue aceptado y pasó a competir desde el año 2013 de la Primera División C o cuarta categoría del fútbol paraguayo.
Su primer partido en la Primera División C lo jugó el 5 de mayo de 2013 y debutó con una victoria ante el Club General Caballero SF al que derrotó por un marcador de 5 a 0 En su primera temporada terminó en el cuarto puesto del Grupo A en la primera fase, llegando finalmente hasta cuartos de final en esa temporada.
En la temporada 2014 de la Primera División C terminó en el segundo lugar de la tabla de la primera fase. Pero finalmente fue eliminado en semifinales del campeonato.
En la temporada 2015 de la Primera División C terminó en el séptimo lugar de la tabla de la primera fase, pero en igualdad de puntos con el sexto ubicado, por ello tuvo que definir en un partido de desempate la sexta posición, en este encuentro derrotó al Juventud y se adjudicó el sexto puesto. Pero finalmente fue eliminado en cuartos de final del campeonato.
En la temporada 2016 de la Primera División C, el club terminó la primera fase del campeonato en el 7º puesto, clasificando así a la segunda fase. En esta segunda fase, con una producción perfecta en sus primeros cuatro partidos fue el primero en clasificar a la ronda final. En el cuadrangular final logró el subcampeonato y así aseguró su ascenso a la Tercera División.
En la temporada 2017 de la Primera División B, el club culminó en el decimotercer puesto de entre 18 clubes.
En la temporada 2018 de la Primera División B, tras un inicio incierto el club se afirmó en la tabla ocupando finalmente el cuarto puesto. En la Copa Paraguay el club ganó el Grupo D de la fase clasificatoria de su categoría y en la primera fase cayó eliminado ante el club Cerro Porteño de la Primera División, pese a la derrota de 1-3 el club fue muy destacado por la prensa por la actitud mostrada ante uno de los equipos más grandes del país y su jugador Mario Ricardo fue figura del partido.

## Uniforme
- Uniforme titular: Camiseta azul y amarilla a rayas verticales, pantalón y medias azules.

## Estadio
El club juega de local en su estadio que tiene una capacidad para 3000 personas. Denominado Herminio Ricardo en honor a un exdirigente del club.

## Jugadores

### Jugadores destacados
- Cristian Riveros.[16]
- Mario Ricardo (autor de un gol a Cerro Porteño en la Copa Paraguay 2018).[17][18]

## Datos del club
- Temporadas en Tercera División: 7 (2017, 2018, 2019, 2021, 2022, 2023, 2024)
- Temporadas en Cuarta División: 4 (2013, 2014, 2015, 2016).
- Participaciones en Copa Paraguay: 1 (2018)

## Palmarés

### Torneos nacionales
- Cuarta División (0): 
  - Subcampeón (1): 2016.
- Tercera División (0): 
  - Subcampeón (1): 2023.

### Torneos regionales
- Liga Capiateña de Fútbol (16): 1952, 1953, 1955, 1959, 1961, 1965, 1966, 1967, 1969, 1973, 1974, 1975, 1978, 1992, 1994 y 1995.
  - Subcampeón (8): 1954, 1960, 1964, 1970, 1977, 1981, 1985, 1999.
- Liga Deportiva J. Augusto Saldívar (1): 2004.